# Airplay

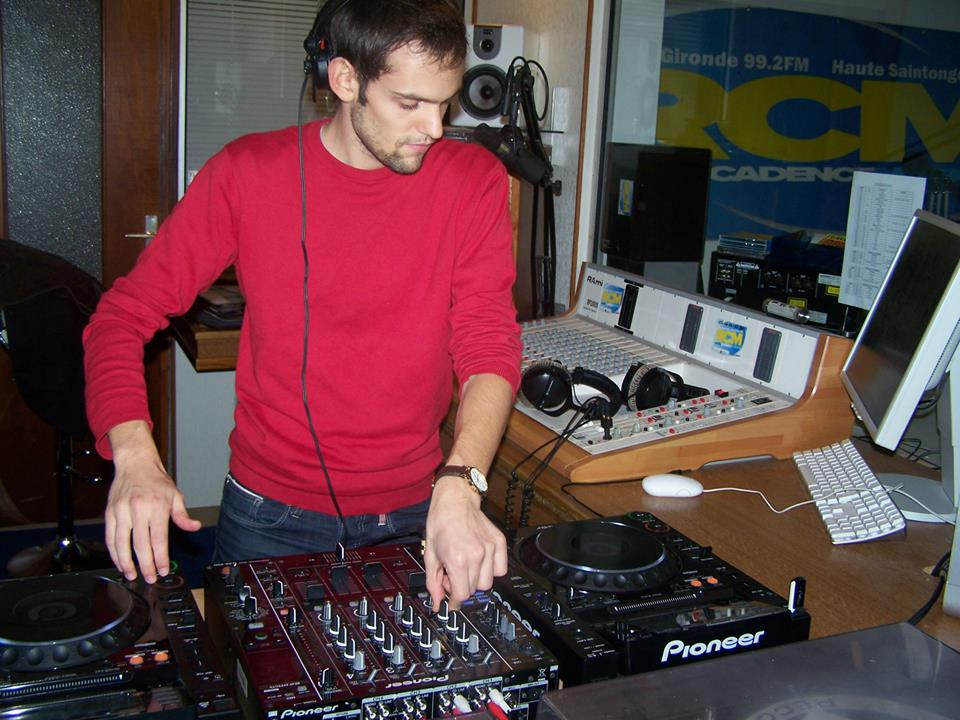
Một DJ trên đài phát nhạc

Trong phát sóng radio, airplay là tần suất một bài hát được phát trên các đài phát thanh. Một bài hát được phát nhiều lần mỗi ngày sẽ có lượng phát sóng đáng kể. Âm nhạc đã trở nên rất phổ biến trên máy hát tự động, trong hộp đêm và vũ trường giữa những năm 1940 và 1960 cũng có airplay.